# Краснополье (Черниговская область)
Краснопо́лье (укр. Краснопілля) — село в Коропском районе Черниговской области Украины. Население — 690 человек. Занимает площадь 6,645 км².
Код КОАТУУ: 7422283501. Почтовый индекс: 16250. Телефонный код: +380 4656.

## Власть
Орган местного самоуправления — Краснопольский сельский совет. Почтовый адрес: 16250, Черниговская обл., Коропский р-н, с. Краснополье, ул. Центральная, 63.

## История
По легенде (записана в 1957 году от Хресантия Косточки): Краснополье существовало еще до нашествия татар и было расположено в нескольких километрах к югу от места нынешнего расположения, там, где растет Красный лес (Старая Ферма и пруд Чучивка). Через Краснополье проходил основной путь на Москву. Во время нашествия татар все окрестные села были разрушены и жители уничтожены. Спаслись только три человека по прозвищу Пузырь, Кныр и Биленко, бежавших в болота, где и построили себе жилье (от двух последних вероятно пошли названия улиц Биленкивська (древнейшая в селе — на ней жили Биленки) и Кныривка (на ней жили Кныри).
Историк Лазаревский в своей работе Описание старой Малороссии (т. II, «Нежинский полк», Киев, 1893; г.) Упоминает Краснополье, которое с 1654 года находилось в составе Рождественской сотни Нежинского полка. Когда эта сотня вошла в Коропскую вместе с Рождественным и Карыльским, перешло к ней и Краснополье. Уже в 1654 году в селе была церковь Успения Богородицы.
В 1669 году гетман Демьян Многогрешный передает Краснополье Коропу на расходи мєскіє, то есть жители Краснополье платили налоги
на Коропскую ратушу. Тут же придаем села Рождественное, Карильско, Краснопулле, Билка… абы помощнымы были. Позже, как отмечает работник Черниговского исторического музея им. В. Тарновского историк И. Сытый, в Коропской сотне села Билка, Краснополье, Рождественское принадлежали
Батуринской крепости гетмана Ивана Мазепы («Батурин доби Івана Мазепи»).
В 1708 году во время Великой Северной войны на Батурин через Краснополье шли войска шведского короля Карла XII-го.
В 1718 году Краснополье вместе с Коропом было «пожаловано» гетману Скоропадскому, в 1727 году отобранное у его вдовы и отдано гетману Апостолу, после смерти которого было описано, а в 1738 году в составе отдельной экономической единицы Мутинского замка передано генералу Штофельну.
О повинности жителей Краснополья в начале XVIII века говорится в описи Батуринской волости 1726: «С села Краснополья, до разоренія г. Батурина, на ратуш батуринскую забиралось: от рабочей лошади по 25 коп., до от пары волов по тому же на каждый год; да сверх того с одного села на каждый год по кабану или, вместо оного, по рублю деньгами давано, да к тому же всякую работу отбували. Во владеніи бывшего гетьмана Скоропадскаго з оного села збиралось: от рабочей лошади по 30 коп., да от пары волов по тому же; да с пашенных земель от сохи осипного хлеба: ржи по получетверику да овса по тому же в год… и ныне оный сбор с итого села с подданных г-жи гетьманшой Скоропадской збирается, также всякую работу во дворе ей работают.»
Александр Лазаревский в своем фундаментальном труде подает количество населения на 1736 и в 1782 году. По Краснополью это такие показатели: 1) первая половина XVIII века — казаков грунтовых 35 дворов, бедных 61 двор и подсоседков 9 дворов; крестьян описанных грунтовых 13 дворов, бедных 57 дворов и подсоседков 2 двора; 2) 1782 — казаков 100 дворов, 170 домов; крестьян генерала Штофельна 105 дворов, 150 домов.
Местные исследователи прошлого собрали интересный материал о богачах, живших на краснопольских землях. Поп Иван Хресантиевич Барзаковский имел 300 десятин земли. Называют имя предводителя дворянства Соломки, князя Гагарина, к которому присоединился в приймы Шостак. Господин Пакульский (которого краснопольцы не знают, потому что он жил в Петербурге) свою землю продал с торгов немцу Нолькину. Территория засолзаводу — его бывшее имение. Имел свой хутор господин Рокочий — агроном, «уездный начальник». Он тесно общался с простым народом. Его сын Александр дружил с сельскими детьми. Жил здесь также Кузьминский — начальник земства, сельский фельдшер Сергей Данилович Халецкий служил у него секретарем. Господин Брошенец (ему принадлежал Борзенцев хутор) был очень уважаемым в селе человеком. Жили в селе дворяне Маслов и Ловис. Ловис был сторонником революционно-демократического движения. Жил до 1929 года в своей усадьбе, где и умер.
В 1866 году в Краснополье насчитывалось 555 дворов, 2562 жителя, работал винокуренный завод. По переписи 1897 года показатели были следующими: 560 дворов, 3293 жителя. В 1875 году в Краснополье построили каменную Успенскую церковь.
В 1895 году в селе началось строительство земской школы. Возводилась она на средства краснопольского дворянина Маслова. Люди помнят его плохо, потому что он почти не жил в деревне. По замыслу Маслова, это помещение должно было принадлежать земской больнице, но по просьбе людей в нем разместили школу. А поскольку Маслов не имел своих детей, то он всячески помогал средствами местной школе. Этим он оставил о себе добрую память и заслужил благодарность односельчан. Школа была построена на территории его имения. Во время революции 1917 года имение и памятник, установленный после смерти Маслова его односельчанами, были разрушены.
По преданию краснопольчан, строить школу сошлась вся община. Строили помещения вручную с помощью лошадей. Обучение в школе началось после Рождества в 1898 году. К 1904 году в селе действовала однолетнее церковно-приходская школа, а с 1904 года — земская трехклассная школа. Как свидетельствуют старожилы, начиная с 1910 года в ней обучалось около ста учеников, в то время, как детей школьного возраста в селе насчитывалось более семисот. Детей учили писать, читать, считать трое учителей, а также батюшка учил «Закону Божьему».
Советская власть в селе была установлена в январе 1918 года. Непростыми для села были годы коллективизации, во время которой немало зажиточных крестьян было раскулачено. Бедняки в 1930—1931 годах объединились в колхозы, которым дали названия: «Искра революции», «8 Марта», «Червоне поле», «Червоний ранок». Их объединение в единое коллективное хозяйство произошло в июне 1950 года. Председателем вновь колхоза им. Сталина был избран Маюр Михаил Петрович. В начале 1970-х годов колхоз переименовали в «Рассвет», а в 1992 году в «Світанок». В разные времена хозяйство возглавляли Виктор Иванович Чернявский, Василий Захарович Максименко, Андрей Александрович Мазепа (председательствовал с 1960 по 1988 год), Петр Дмитриевич Кузьменко (сменил на посту А. А. Мазепу и возглавлял сельхозпредприятие до его закрытия). Специализация хозяйства — зерновые, технические культуры, мясо-молочное животноводство.
Многие краснопольчане пострадали во время голодомора 1932—1933 годов.
727 жителей села приняли участие во Второй мировой войне, из которых 439 награждены орденами и медалями. Всего на ее фронтах погибло 308 краснопольчан. А вот Иван Карпович Кныр и Прасковья Ефимовна Кныр (в девичестве — Охримец) дождались с фронта всех своих пятерых сыновей-орденоносцев: Ивана, Василия, Петра, Николая и Александра, что является едва ли не единственным документально подтвержденным счастливым случаем возвращения всех сыновей-фронтовиков живыми с той войны в Украине.

## Известные люди
В Краснополье родился и учился в школе Кирилл Васильевич Сухомлин, партийный и государственный деятель УССР. Средняя школа в селе названа его именем. Врач-писатель, профессор медицины Шкляревский Алексей Сергеевич родился в Краснополье в 1839 году. На хуторе Ягодный села Краснополье родился 31 июля 1939 года Николай Константинович Холодный, украинский поэт-шестидесятник, литературовед, публицист, переводчик.